# Ендрю Вайна
Ендрю Джордж Вайна (англ. Andrew G. Vajna, угор. Vajna András György; нар. 1 серпня 1944 — пом. 20 січня 2019) — угорський кінопродюсер.

## Біографія
Ендрю Вайна народився 1 серпня 1944 року в Будапешті, Угорщина. У 1956 році емігрував з батьками до США. Працював перукарем у Гонконзі.
У середині 1970-х Ендрю, разом з Маріо Кассаром, заснував кінокомпанію «Carolco Pictures». У 1981 році виходять фільми «Перемога» та «Аматор». Першим успіхом компанії став бойовик «Рембо: Перша кров» (1982) із Сільвестром Сталлоне у головній ролі. Три роки по тому, вийшов фільм «Рембо: Перша кров, частина II» (1985), який зібрав 300 мільйонів доларів по всьому світу. У кінці 1989 року Вайна покинув «Carolco Pictures», продавши свою частину Маріо Кассару. Заснував свою власну кінокомпанію «Cinergi Pictures», але зрештою вона зазнала невдачі в кінці 1990-х років. За цей час було випущено такі фільми, як «Знахар» (1992), «Тумстоун» (1993), «Міцний Горішок 3: Помирати з піснею» (1995), «Суддя Дредд» (1995). У 2002 році Ендрю Вайна і Маріо Кассар знову об'єднуються для створення фільмів «Термінатор 3: Повстання машин» (2003), «Основний інстинкт 2» (2006), «Термінатор: Спасіння» (2009) та серіалу «Термінатор: Хроніки Сари Коннор» (2008—2009).

## Особисте життя
З 1999 по 2006 рік в Ендрю Вайни були романтичні стосунки з угорською актрисою Ката Добо.
18 серпня 2013 року його дружиною стала Тімея Паласкіс

## Фільмографія
| Рік       |     | Українська назва                    | Оригінальна назва                         | Роль                      |
| --------- | --- | ----------------------------------- | ----------------------------------------- | ------------------------- |
| 1973      | ф   | Хай Лю                              | Hei lu                                    | продюсер                  |
| 1980      | ф   | Перебіжчик                          | The Changeling                            | виконавчий продюсер       |
| 1981      | ф   | Перемога                            | Victory                                   | асоційований співпродюсер |
| 1981      | ф   | Аматор                              | The Amateur                               | виконавчий продюсер       |
| 1982      | ф   | Марновірство                        | Superstition                              | виконавчий продюсер       |
| 1982      | ф   | Рембо: Перша кров                   | Rambo: First Blood                        | виконавчий продюсер       |
| 1985      | ф   | Рембо: Перша кров, частина II       | Rambo: First Blood Part II                | виконавчий продюсер       |
| 1987      | ф   | Янгольське серце                    | Angel Heart                               | виконавчий продюсер       |
| 1987      | ф   | Всі запобіжні заходи                | Extreme Prejudice                         | виконавчий продюсер       |
| 1988      | ф   | Рембо 3                             | Rambo III                                 | виконавчий продюсер       |
| 1988      | ф   | Червона спека                       | Red Heat                                  | виконавчий продюсер       |
| 1989      | ф   | Глибинна зірка шість                | DeepStar Six                              | виконавчий продюсер       |
| 1989      | ф   | Красунчик Джонні                    | Johnny Handsome                           | виконавчий продюсер       |
| 1990      | ф   | Місячні гори                        | Mountains of the Moon                     | виконавчий продюсер       |
| 1990      | ф   | Пригадати все                       | Total Recall                              | виконавчий продюсер       |
| 1990      | ф   | Ейр Америка                         | Air America                               | виконавчий продюсер       |
| 1990      | ф   | Вузька межа                         | Narrow Margin                             | виконавчий продюсер       |
| 1990      | ф   | Драбина Якова                       | Jacob's Ladder                            | виконавчий продюсер       |
| 1992      | ф   | Знахар                              | Medicine Man                              | продюсер                  |
| 1993      | ф   | Тумстоун                            | Tombstone                                 | виконавчий продюсер       |
| 1994      | ф   | Людина епохи Відродження            | Renaissance Man                           | продюсер                  |
| 1994      | ф   | Колір ночі                          | Color of Night                            | виконавчий продюсер       |
| 1995      | ф   | Міцний Горішок 3: Помирати з піснею | Die Hard: With a Vengeance                | виконавчий продюсер       |
| 1995      | ф   | Суддя Дредд                         | Judge Dredd                               | виконавчий продюсер       |
| 1995      | ф   | Червона літера                      | The Scarlet Letter                        | продюсер                  |
| 1995      | ф   | Ніксон                              | Nixon                                     | продюсер                  |
| 1996      | ф   | Аманда                              | Amanda                                    | продюсер                  |
| 1996      | ф   | Евіта                               | Evita                                     | продюсер                  |
| 1997      | ф   | Тіньова змова                       | Shadow Conspiracy                         | виконавчий продюсер       |
| 1997      | ф   | Палай Голлівуд, палай               | An Alan Smithee Film: Burn Hollywood Burn | виконавчий продюсер       |
| 1997      | ф   | Міністр обманює                     | A miniszter felrelep                      | продюсер                  |
| 1999      | ф   | Тринадцятий воїн                    | The 13th Warrior                          | виконавчий продюсер       |
| 2000      | док | Очі Голокосту                       | A Holocaust szemei                        | виконавчий продюсер       |
| 2001      | ф   | Американська рапсодія               | An American Rhapsody                      | виконавчий продюсер       |
| 2002      | ф   | Обдурити всіх                       | I Spy                                     | продюсер                  |
| 2003      | ф   | Термінатор 3: Повстання машин       | Terminator 3: Rise of the Machines        | продюсер                  |
| 2006      | ф   | Основний інстинкт 2                 | Basic Instinct 2                          | продюсер                  |
| 2006      | док | Шаленство свободи                   | Freedom's Fury                            | виконавчий продюсер       |
| 2006      | ф   | Діти слави                          | Szabadsag, szerelem                       | продюсер                  |
| 2008—2009 | с   | Термінатор: Хроніки Сари Коннор     | Terminator: The Sarah Connor Chronicles   | виконавчий продюсер       |
| 2009      | ф   | Термінатор: Спасіння                | Terminator Salvation                      | виконавчий продюсер       |